# گراول‌بورگ
گراول‌بورگ (به انگلیسی: Gravelbourg) یک منطقهٔ مسکونی در کانادا است که در ساسکاچوان واقع شده‌است. گراول‌بورگ ۳٫۲۳ کیلومتر مربع مساحت و ۱٬۱۱۶ نفر جمعیت دارد.